# Gabriel Kondratiuk
Gabriel Kondratiuk (ur. 1969, El Bolsón, Argentyna) – argentyński malarz.
Studiował sztukę w Buenos Aires. Jego ojcem był polski emigrant.

## Wystawy

### Wystawy indywidualne
2010
- „The Wanderer” (seria wystawy: „cuatro paredes”), Centro de Arte Contemporáneo de Burgos, Burgos, Hiszpania

2008
- Gabriel Kondratiuk, Galerie Bernd Kugler, Innsbruck, Austria

2006
- „Alli no hay nada”, Galerie Bernd Kugler, Innsbruck, Austria

### Wystawy zbiorowe
2011
- „La Colección [I+E]²” Centro de Arte de Contemporáneo Caja de Burgos, Burgos, Hiszpania

2009
- „Unlimited Inc transcendence”, Forgotten Bar , Berlin, Niemcy
- „Five years for friends”, Galerie Bernd Kugler, Innsbruck[1]

2008
- „Sag, was malst Du da”, Stadtgalerie Schwaz, Schwaz, Schwaz Austria

2007
- „Fresh Trips”, Kunstraum Innsbruck, Innsbruck

## Kolekcje
- Centro de Arte Contemporaneo de Burgos